# Station Waimes
Waimes was een station in de Belgische provincie Luik. Het station was gelegen aan de spoorlijnen 48 (Aken - Sankt Vith) en 45 (Weismes - Trois-Ponts). Hoewel het station reeds in 1982 was gesloten voor personenvervoer, stopten de treinen van de Vennbahn vzw (een toeristische museumtrein) nog tot 2001 in het station.
Toen de Pruisische spoorwegen het station op 1 december 1885 openden, heette het nog Bahnhof Weismes, naar het nabij gelegen dorp. De verfransing van de naam kwam pas later tussen beide wereldoorlogen.
Het gebouw staat aan de oostkant van Weismes in de richting van Faymonville. Het stationsgebouw lag oorspronkelijk aan een kruispunt van spoorwegen, lijn 48 en 45 zijn nu een fietspad geworden.
0,0: Waimes ·
7,8: Malmedy ·
10,9: Meiz ·
12,0: Masta ·
17,1: Stavelot ·
22,1: Trois-Ponts
0,0: Stolberg (Rheinl) Hbf ·
1,1: Stolberg-Schneidmühle ·
2,5: Stolberg Mühlener Bahnhof ·
3,2: Stolberg-Rathaus ·
3,7: Stolberg Altstadt ·
3,8: Stolberg Hammer ·
8,9: Breinig ·
11,7: Hahn ·
13,2: Walheim ·
14,6: Schmithof ·
0,7: Raeren ·
11,7: Roetgen ·
18,2: Roetgen-Süd ·
20,6: Lammersdorf ·
24,2: Konzen ·
28,8: Monschau ·
35,8: Kalterherberg ·
42,8: Sourbrodt ·
Robertville ·
48,1: Nidrum ·
50,1: Weywertz ·
52,8: Faymonville ·
55,3: Waimes ·
58,2: Ondenval ·
62,0: Montenau ·
65,5: Born ·
72,4: Sankt Vith